# Profilograf

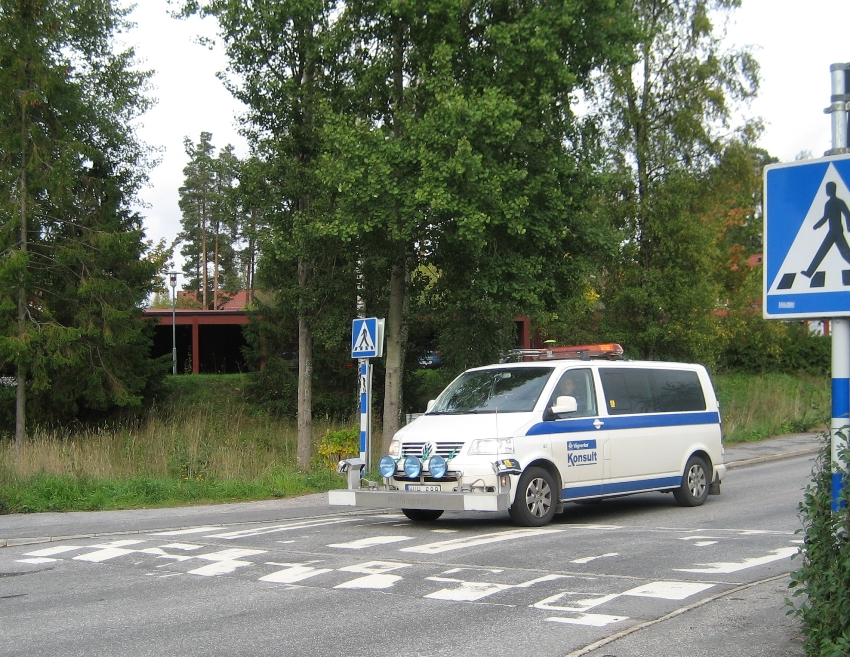
En profilograf

En profilograf är en mätbil som används av Trafikverket, Luftfartsverket, kommuner, entreprenörer och konsulter för att i normal trafikrytm – med hjälp av laser- och tröghetsteknik – mäta skicket på vägbeläggningar och fartgupp.
Profilograferna har i fronten en 2,5 m bred balk, utrustad med 17 st lasrar som sitter med ca 1–3 dm mellanrum; tätast över hjulspåren. Mätningen omfattar 3,2 m bredd, genom att de yttersta lasrarna är vinklade utåt. Lasrarna mäter med minst 16 kHz frekvens (i landsvägsfart = minst en skanning varannan millimeter) avståndet mellan balken och vägbanan. Vissa lasrar mäter med 64 kHz. Dessa används för att mäta vägytans textur. Inne i balken finns tröghetsinstrument som mäter balkens rörelser i olika riktningar under färden. Vid vänster odrivet hjul sitter en längdmätare som mäter rullad längd ca 10 000 gånger per meter. Alla avläsningar läggs samman, så att laseravläsningarna kompenseras för mätbilens egna guppande och krängande rörelser under färden. Resultatet blir en högupplöst och fartoberoende bild av körfältets tredimensionella form.
Profilograferna mäter bl.a. spårdjup, vägytans skrovlighet / textur, gupp, lutningar längs och tvärs vägen (tvärfall), samt vägens linjeföring i plan (horisontalkurvatur) och profil (vertikalkurvatur). Utifrån tvärfall och längslutning beräknas snedlutning (engelska: drainage gradient), vilken anger möjligheten för vatten att rinna av vägytan. Vägsektioner där snedlutningen är lägre än 0,5 % är så horisontella, att hala vattenpölar och isfläckar bildas. Genom att jämföra förhållandet mellan mätvärden för tvärfall och horisontalkurvatur, går det att för vald referenshastighet utvärdera om vägens kurvor är feldoserade och därmed trafikfarliga. Vid ytterkurvor förekommer ofta både horisontella ytor och för liten (felaktig) dosering. Framförallt vägojämnheter och textur har stor betydelse för trafikanternas komfort. Ett vanligt mått på vägojämnhet i vägens profil är International roughness index. Ett mått som har bättre likhet med upplevd åkkomfort är färdkvalitet beräknad enligt standard SS-ISO 2631-1 (1998).